# Dolichopus abrasus
Dolichopus abrasus är en tvåvingeart som beskrevs av Van Duzee 1921. Dolichopus abrasus ingår i släktet Dolichopus och familjen styltflugor.
Artens utbredningsområde är New York. Inga underarter finns listade i Catalogue of Life.